# Rhabdophis chrysargos
Рабдофіс південний (Rhabdophis chrysargos) — вид змій з підродини вужеві (Natricinae) родини Полозові (Colubridae).

## Поширення
Вид поширений у Південно-Східній Азії. Зустрічається на островах Борнео, Суматра, Ява та Балі.

## Опис
Тіло завдовжки до 60 см.

## Спосіб життя
Населяє різноманітні ліси. 
Живиться різними дрібними хребетними, зокрема амфібіями (див. фото), ящірками, дрібними ссавцями та птахами.